# Noidans-le-Ferroux
Noidans-le-Ferroux è un comune francese di 629 abitanti situato nel dipartimento dell'Alta Saona nella regione della Borgogna-Franca Contea.

## Società

### Evoluzione demografica
Abitanti censiti